# Rozcięcie drogowe

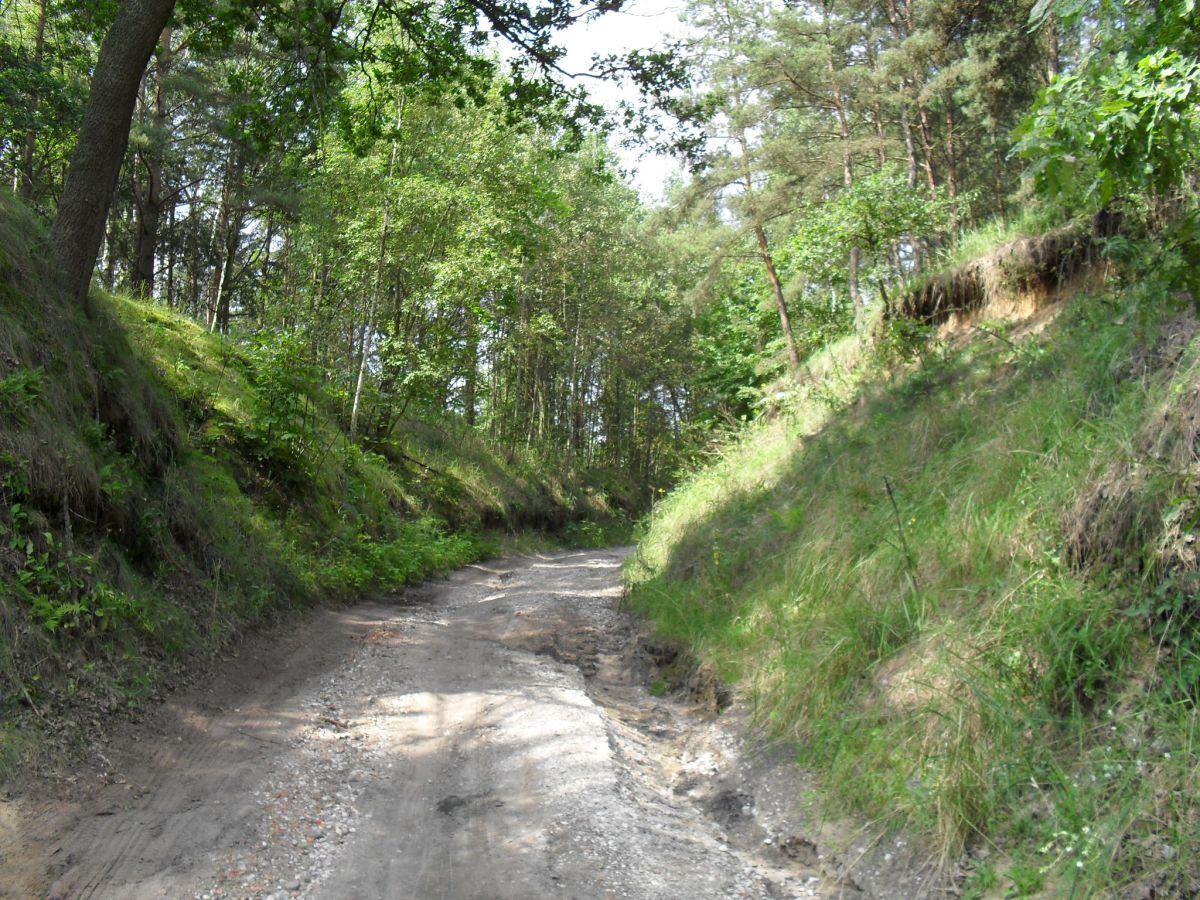
Wcięcie drogowe w Grabówku

Rozcięcie drogowe – erozyjna, wklęsła forma powierzchni ziemi nazywana również wcięciem drogowym lub w języku potocznym głębocznicą, zalicza się do form denudacji antropogenicznej. 
Rozcięcie drogowe jest głęboko wciętą w podłoże, nieutwardzoną drogą otoczoną wysokimi skarpami. Powstaje na skutek wieloletniego użytkowania drogi w tym samym miejscu, na nachylonej powierzchni.

## Geneza
Forma tworzy się w wyniku oddziaływania procesów naturalnych i antropogenicznych. Procesem naturalnym jest erozja linijna pogłębiająca dno i osypywanie się stromych skarp, a antropogenicznym ruch pojazdów kołowych, który przemieszcza grunt, zmienia jego właściwości oraz uniemożliwia rozwój roślinności. 
Tempo rozwoju jest uwarunkowane właściwościami podłoża i warunkami klimatycznymi. Najintensywniejszy rozwój następuje w okresie letnim podczas
gwałtownych ulew. Podczas opadów deszczu dochodzi do intensywnego wypłukiwania mniejszych frakcji, powstają bruzdy erozyjne wypełnione materiałem w dolnych odcinkach. W suchych okresach następuje przygotowanie zwietrzeliny do transportu. Długość okresu bezopadowego ma wpływ na wydajność erozji w czasie opadu.
Po kilkuwiekowym użytkowaniu powstaje kilkumetrowej głębokości wcięcie drogowe, zakończone łagodnym stożkiem napływowym tworzącym odcinek akumulacyjny.

## Charakterystyka
Głębokość wcięcia w podłoże jest zróżnicowana. W górnym odcinku droga jest mało wcięta, w środkowym osiąga maksymalne wartości, a w dolnym płytkie rozcięcie przechodzi w odcinek akumulacyjny. 
Współczesne badania wykazały, że podłoże piaszczyste i gleby na nim wytworzone są najbardziej podatne do tworzenia się rozcięć drogowych.

## Występowanie
Rozcięcia drogowe występują powszechnie na terenach lessowych i górskich. Na pozostałym obszarze usytuowane są na nachylonych powierzchniach, głównie zboczach dolin rzecznych i rynien subglacjalnych oraz stokach wypukłych form terenu.
Obecność wcięć drogowych może być przeszkodą w lokalnej przestrzeni. Często brak działań ze strony człowieka prowadzi do nierównomiernego rozwoju erozji na drodze, co skutkuje jej nieprzejezdnością. Skutecznymi zabiegami przeciwerozyjnymi jest umocnienie skarp drogi, odprowadzanie wód opadowych rowem i wyłożenie drogi płytami wielootworowymi.